# 黑色復仇
《黑色復仇》，由讀賣電視台制作，日本電視台於2017年10月5日開始播放的電視劇。本作由 木村多江 主演。
由周刊文春前記者中村龍太郎監督，講述女主角沙織為被醜聞逼死的丈夫復仇的故事。

## 概要
今宮沙織的亡夫寺田圭吾，5年前因為被醜聞陷害而自殺。他在死前留下一段影片，說出陷害他的3個人大人物名字，成為沙織復仇的導火線。

## 登場人物

### 主要人物
- 今宮沙織 - 木村多江（香港配音：梁少霞）

本作的主角，週刊雜誌「週刊星流」的合約作家，為了揭發醜聞而不怕自身的危險不停奔走。
真實姓名：寺田美幸 - 桜田ひより，舊姓：石山
- 福島勲 - 佐藤二朗（香港配音：葉振聲）

「週刊星流」總編輯。

### 週刊星流
- 天滿龍二 - 平山浩行（香港配音：雷霆）

編輯部的王牌，工作熱心，有強大的正義感。
- 芦原咲良 - 岡野真也（香港配音：陳皓宜）

新人記者，沙織的拍擋。希望被分配到時尚雜誌，但最後被分配到「週刊星流」而覺得失望。
- 田村雄大 - 竹内まなぶ （香港配音：麥皓豐）

編輯部記者。 
- 岡島まこと - 石田たくみ

編輯部記者。

### 其他
- 糸賀朱里 - 鈴木砂羽（香港配音：陸惠玲）

沙織的心理諮商師。
- 高槻裕也 - 堀井新太（香港配音：黃積權）

寺田圭吾的前秘書。 圭吾死後由政界引退，經營酒吧，沙織復仇的合作者。
- 石山綾子 - 中村映里子（香港配音：張頌欣）

沙織的妹妹， 單親母親。
- 寺田圭吾 - 高橋光臣（香港配音：鄧志堅）

沙織的前夫，政治家，死亡。
- 城田純一 - DAIGO （特別出演）（香港配音：關令翹）

受雇於沙織上司天滿龍二，在沙織身邊調查她。
- 塚本修二郎 - 神尾佑（香港配音：陳廷軒）
- 南條夕子 - 橫山惠（香港配音：沈小蘭）
- 愛原沙由美 - 芹那（香港配音：詹健兒）
- 北里怜奈 - 渡邊優奈

死者。武藏野市私立惠蘭女子（現在廢校）中學3年級生。

### 各集登場人物
第1集
- 塚本渚 - 高橋香織（香港配音：曾佩儀）

塚本修二郎的妻子。
- 彩香 - 白羽優理（香港配音：劉惠雲）

銀座高級俱樂部的頭牌，塚本的情婦。
第2集
- 足立奈津 - 小野百合子（香港配音：吳羨婷）

愛原的青梅竹馬兼經紀人。
- 有島純 - 永岡佑（香港配音：李凱傑）

IT企業社長，愛原的未婚夫。
第3-4集
- 川崎隼也 - 大和孔太（香港配音：李致林）
- 柏原弘樹 - 菅原卓磨（第4集）（香港配音：周倚天）

第5集
- 鶴川謙三 - 宇野祥平
- 並木猛 - 加治將樹

## 工作人員
- 原案 - 中村龍太郎
- 編劇 - 佐藤友治
- 音樂 - 大間々昂
- 主题曲 - Sing Like Talking feat. 莎拉·阿萊「闇に咲く花 〜The Catastrophe〜」(環球音樂)
- 首席製作人 - 柿本幸一、田中壽一
- 製作人 - 福田浩之、尾上貴洋
- 導演 -  大谷太郎、茂山佳則 他
- 制作 - AXON
- 制作協力 - ytv Nextry
- 制作著作 - 讀賣電視台

## 放送日程
| 集數   | 播映日期 | 導演     |
| ------ | -------- | -------- |
| 第1集  | 10月5日  | 大谷太郎 |
| 第2集  | 10月12日 | 大谷太郎 |
| 第3集  | 10月19日 | 茂山佳則 |
| 第4集  | 10月26日 | 茂山佳則 |
| 第5集  | 11月2日  | 西村了   |
| 第6話  | 11月9日  | 西村了   |
| 第7話  | 11月16日 | 茂山佳則 |
| 第8話  | 11月23日 | 松永洋一 |
| 第9話  | 11月30日 | 松永洋一 |
| 最終話 | 12月8日  | 茂山佳則 |

## 脚注
1. ↑  . スポーツ報知. 報知新聞社. 2017-08-30  [2017-08-30]. （原始内容存档于2017-08-30）.

## 外部連結
- 黑色復仇 - 讀賣電視台 （页面存档备份，存于）
- 【公式】黑色復仇的X（前Twitter）
- 【公式】黑色復仇的Instagram帳戶

| 日本 讀賣電視台 讀賣電視台週四連續劇 | 日本 讀賣電視台 讀賣電視台週四連續劇   | 日本 讀賣電視台 讀賣電視台週四連續劇 |
| ------------------------------------ | -------------------------------------- | ------------------------------------ |
|                                      | 黑色復仇 （2017.10.05 - 2017.12.08）   |                                      |
| 電話男 （2017.07.06 - 2017.09.14）   | 不眠的真珠 （2017.12.21 - 2017.12.28） |                                      |

| 香港 myTV SUPER日劇台 星期三 13:30 - 14:30、16:30 - 17:30、19:30 - 20:30及22:30 - 23:30 | 香港 myTV SUPER日劇台 星期三 13:30 - 14:30、16:30 - 17:30、19:30 - 20:30及22:30 - 23:30 | 香港 myTV SUPER日劇台 星期三 13:30 - 14:30、16:30 - 17:30、19:30 - 20:30及22:30 - 23:30 |
| --------------------------------------------------------------------------------------- | --------------------------------------------------------------------------------------- | --------------------------------------------------------------------------------------- |
|                                                                                         | 黑色復仇 （2017.11.22 - 2018.01.24）                                                    |                                                                                         |
| 電話男 （2017.09.06 - 2017.11.15）                                                      | 獨男的春天 （2018.01.31 - 2018.02.28）                                                  |                                                                                         |